# Marisa Rowe
Marisa Rowe (Adelaide, 16 luglio 1963) è un'ex cestista australiana.
È la figlia di Pat Rowe.

## Carriera
Con l'Australia ha disputato i Campionati del mondo del 1986, segnando 6 punti in 3 partite.